# Molua
La Molua est une rivière affluente du fleuve Congo, dans la république démocratique du Congo. Elle coule dans le territoire de Bumba et se jette dans le fleuve à quelques kilomètres à l'ouest de Bumba.

## Géographie
La Molua prend source dans le secteur de Yandongi, près de Yasoku, et coule principalement du nord au sud, séparant les secteurs de la Molua et de la Loeka.